# Victoria-Ştefania Petreanu
Victoria-Ştefania Petreanu (21 de enero de 2003) es una deportista rumana que compite en remo como timonel.
Participó en los Juegos Olímpicos de París 2024, obteniendo una medalla de oro en la prueba de ocho con timonel.
Ganó dos medallas de oro en el Campeonato Mundial de Remo, en los años 2022 y 2023, y dos medallas de oro en el Campeonato Europeo de Remo, en los años 2023 y 2024.

## Palmarés internacional
| Juegos Olímpicos   | Juegos Olímpicos         | Juegos Olímpicos | Juegos Olímpicos |
| Año                | Lugar                    | Medalla          | Prueba           |
| ------------------ | ------------------------ | ---------------- | ---------------- |
| 2024               | París (Francia)          | Medalla de oro   | Ocho con timonel |
| Campeonato Mundial |                          |                  |                  |
| Año                | Lugar                    | Medalla          | Prueba           |
| 2022               | Račice (República Checa) | Medalla de oro   | Ocho con timonel |
| 2023               | Belgrado (Serbia)        | Medalla de oro   | Ocho con timonel |
| Campeonato Europeo |                          |                  |                  |
| Año                | Lugar                    | Medalla          | Prueba           |
| 2023               | Bled (Eslovenia)         | Medalla de oro   | Ocho con timonel |
| 2024               | Szeged (Hungría)         | Medalla de oro   | Ocho con timonel |